# Susanne Sternberg
Susanne Sternberg (* 1963) ist eine deutsche Synchronsprecherin und Dialogbuchautorin.

## Leben
Susanne Sternberg schloss 1983 ihr Abitur ab. Bereits als Schülerin begann sie mit ihrer künstlerischen Ausbildung. Sie nahm bei Hedi Höpfner Ballettunterricht in der Schauspielschule Bühnenstudio in Hamburg und absolvierte später ein Praktikum als Cutterin im Studio Hamburg. Ab 1984 genoss sie unter der Leitung von Hildburg Frese ihre Schauspielausbildung. Danach studierte sie am Lee Strasberg Theatre and Film Institute.
Von 1985 bis 1989 nahm Sternberg zudem Gesangsunterricht für Musical und Chanson bei Gisela Rüggeberg. Seit Mitte der 1980er Jahre ist sie umfangreich in der Synchronisation tätig, u. a. lieh sie 1991 Sophie Marceau in dem französischen Filmdrama Im Schatten der Golanhöhen ihre Stimme. Zudem ist sie wiederholt als Dialogregisseurin tätig, wie 2018 für die US-amerikanische Fernsehserie Superstition und 2021 für die animierte Actionkomödie Paw Patrol – Der Kinofilm. In der Hörspielreihe Wendy ist Sternberg als Erzählerin zu hören.
Susanne Sternberg ist verheiratet und Mutter einer erwachsenen Tochter.

## Synchronrollen (Auswahl)

### Filme
- 1984: Das darf man nur als Erwachsener (Sixteen Candles) … für Molly Ringwald als Samantha Baker
- 1991: Im Schatten der Golanhöhen (Pour Sacha) … für Sophie Marceau als Laura
- 1997: Rumpelstilzchen & Co. (Rumplcimprcampr) … für Simona Postlerová als Magd Elisabeth
- 2008: Ein schlichtes Herz (Un cœur simple) … für Marina Foïs als Mathilde Aubain
- 2017: Dance Academy – Das Comeback (Dance Academy: The Movie) … für Miranda Otto als Madeline Moncur

### Serien
- 1975: Motiv Liebe – Folge 20 Gehobene Laufbahn
- 2000–2018: Chibi Maruko Chan (Chibi Maruko-chan) … für Yūko Mizutani/Machiko Toyoshima als Sakiko Sakura
- 2008: Baywatch – Die Rettungsschwimmer von Malibu (Staffel 11; Baywatch) … für Brande Roderick als Leigh Dyer
- 2008: McLeods Töchter (Staffel 7; McLeod’s Daughters) … für Sam Healy als Ashleigh Redstaff
- 2015: Unbreakable Kimmy Schmidt (Staffel 1) … für Tina Fey als Marcia Clark
- 2015–2022: Grace and Frankie … für June Diane Raphael als Brianna Hanson
- 2016–2022: Stranger Things … für Cara Buono als Karen Wheeler
- 2020–2021: Betty in New York (Betty en NY) … für Gloria Peralta als Margarita del Valle de Mendoza
- 2022: Oussekine … für Lucia Sanchez als Mutter von Garcia
- seit 2023: Criminal Minds … für Nicole Pacent als Rebecca Wilson